# Maria João
Maria João (ur. 27 czerwca 1956 w Lizbonie) to portugalska wokalistka jazzowa. Jest ona często mylona z modelką Maria João, która zasłynęła swym wizerunkiem na okładce Sports Illustrated Swimsuit Edition w 1987 roku.
Jest ona znana z łączenia „tradycyjnego” jazzu z elementami muzyki etnicznej, nowoczesnej oraz awangardowej. Podążając za jej wszystkimi wydanymi do tej pory albumami, nie zabrakło na nich elementów innych gatunków, włączając w nie m.in. muzykę elektroniczną i symfoniczną.
W swój twórczości Maria współpracowała z wieloma artystami, wśród których byli Manu Katché, Trilok Gurtu, Wolfgang Muthspiel oraz Kai Eckhardt. Najczęściej jednak tworzyła wraz z pianistą Mário Laginha.

## Dyskografia
- Quinteto Maria João (1983)
- Cem Caminhos (1985)
- Conversa (1986)
- Looking for Love (1989)
- Alice (1992)
- Sol (1992)
- Danças (1994)
- Fábula (1996)
- Cor (1998)
- Lobos, Raposas e Coiotes (1999)
- Chorinho Feliz (2000)
- Mumadji (2001)
- Undercovers (2003)
- Cinco; Saxofour & Maria Joao (2005)
- João (2005)